# 富澤政恕

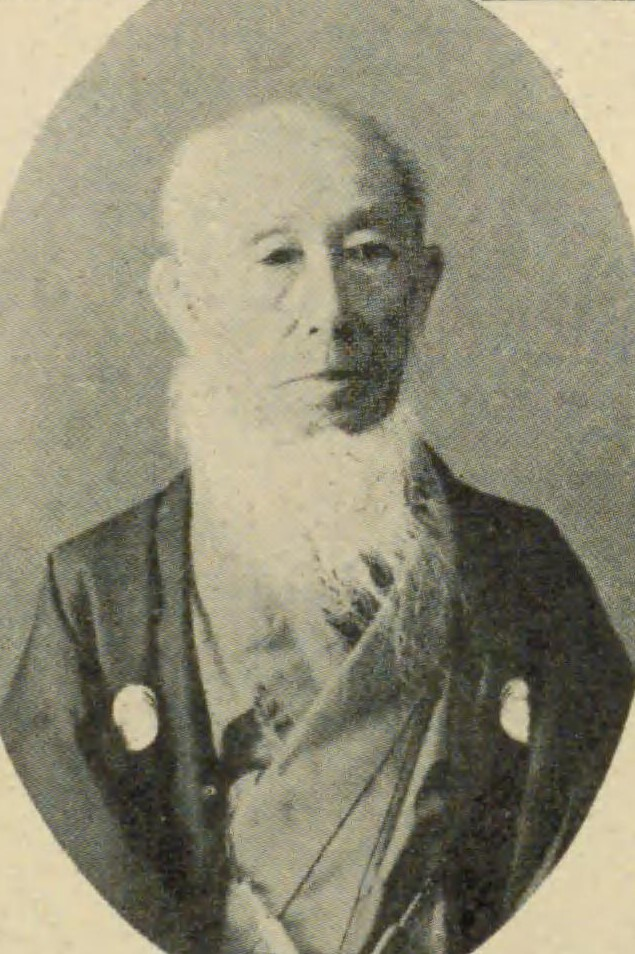
富澤政恕

富澤 政恕（とみざわ まさひろ、文政7年11月2日（1824年12月21日）- 1907年8月29日）は、富澤家15代当主、武蔵国多摩郡連光寺村名主、日野宿大組合惣代、神奈川県会議員、宮内省御用掛、主猟局監守長。
十代のころから剣術を学び、天然理心流三代目近藤周助の門人で、近藤勇の四代目襲名披露時にも大きな役割を果たす。
若いころから連光寺村名主を務め、日野宿寄場組合44か村の大惣代に任命されるなど、地域の指導者的立場にあり、新田開発や戸籍編纂、学校の設立など、地域に貢献した。明治14年（1881年）、明治天皇が連光寺向ノ岡に初めて行幸した際には、地域の名望家として、長男・富澤政賢と共に応接し、その後、連光寺村御猟場の運営にも任命された。
文化面では俳諧、和歌、漢詩、茶道、押花などを嗜んだ。特に俳諧に関しては近隣の中心的存在であって、日野や町田の方面にも門人がいて、門弟指導にあたった。文武両道で人望の高い人物であった。性格は温雅でありながら英邁であった。

## 略歴
文政7年（1824年）、武蔵国日野領連光寺村（現：東京都多摩市連光寺）に生まれた。父昌徳、母まき。姓は平、諱は政恕、字（あざな）は直夫、あるいは準平で、後に忠右衛門と改めた。号は松園、松蔭、松翁を用いた。
天保9年（1838年）連光寺村の名主となった。同年、天然理心流に入門し、近藤勇の養父に剣術を学んだ。文久元年（1861年）日野宿44か村の大惣代に選任された。文久4年（1864年）領主の旗本天野雅次郎に随行して上洛し、旧友の新撰組幹部らと談笑した。旅の模様を「旅硯九重日記」に著した。
明治維新後1872年に区長になった。1879年神奈川県会議員に選出された。1881年（明治14年）以降、明治天皇が連光寺向ノ岡に初めて行幸した際には、地域の名望家として自宅などで応接し、その後、連光寺村御猟場の運営にも任命された。1917年（大正6年）の御猟場廃止までに、英照皇太后、昭憲皇太后、大正天皇、昭和天皇の行啓もあり、兎狩・鮎漁の観覧、栗・きのこ拾いなどを楽しんだという。度々褒賞を賜った。1907年8月29日死去。享年84であった。

## 家族・子孫
- 父：昌徳[9]
- 母：まき[9]
  - 本人：富澤政恕
    - 長男：富澤政賢（せいけん[12] / まさよし[13]） - 明治天皇が初めて連光寺村に行幸した際、父・政恕と共に応接。大松山（現・東京都立桜ヶ丘公園）などの山々を散策するなど[14]、当時20歳余りで案内役を務めた[15]。1883年から1917年にまでに、この地が「連光寺村御猟場」と命名・運営されたことから、「明治天皇聖蹟保存運動[16]」の結果として、多摩聖蹟記念館（現：旧多摩聖蹟記念館）の設立に至る。
    - 次男：三郎 - 夭折[17]。
    - 長女：亀子 - 病死[17]。
    - 次女：多歌子 - 工学博士真野文二に嫁ぐ[17]。

## 生涯
文政7年11月2日（1824年12月21日）連光寺村に生まれた。名を準平、のちに忠右衛門に改めた。父の忠右衛門昌徳は連光寺村名主で、のち魯平に改名した。天保9年（1838年）数え15歳で里正（名主）になった。父から富澤家日記を引き継いだ。富澤家日記は天保14年（1843年）から明治41年（1908年）までの分が残されている。
天保6年（1835年）数え12歳のころから俳諧を嗜んだ。天保9年（1838年）数え15歳から天然理心流に入門し、近藤周助に就いて剣術を学んだ。漢学を内藤重喬（大伯父で府中本宿村医師）に、茶道と挿花を春亮上人に学んだ。天保11年（1840年）数え17歳から小野胡山に詩文、前田夏陰に和歌、 佐藤一斎に儒学を学んだ。地域の俳壇に参加し、経験を積み、中心人物へ成長していった。連光寺村での月例句合のほか、府中、和田、関戸などの句合にも参加した。近隣で実力者として知られた。
嘉永6年（1853年）、妻を娶った。うめは多摩郡大沼田新田から嫁入りした。安政2年（1855）長女かめ、安政6年（1859年）長男の麟吉（麟之助）、文久2年（1862年）次男の三郎、慶応2年（1866年）次女たかを生んだ。父は安政4年（1857年）10月20日に歿した。
万延元年（1860年）、向ノ岡に桜木を新たに植えた。後に次のように記した（現代語訳）。「武蔵国多摩郡は多摩川の南岸を向ノ岡と呼ぶ。…丘陵は多摩川の流れに添って武蔵野に対し北面する。ゆえに向ノ岡という名称がある。わが郷はその首位にある。すなわち古来有名の地であって、既に新勅撰集の小野小町の和歌で有名である。…私はかつて万延元年春、この岡に桜木360株余りを培植した。その意図はほかでもない。ただ花木とともに向ノ岡の芳名を不朽にしたいと欲したからだった」。
文久元年（1861年）日野宿44か村の大惣代に選任された。江戸幕府は文政10年（1827年）に関東の御領私領の区別なく村々を取締るため関東御取締出役の制度を定め、その下部組織として村々を編成して組合を設けていた。連光寺村は日野宿組合に属していた。日野宿組合は43か村から成り、寄場は日野宿であった。大組合惣代は柴崎村名主次郎兵衛と連光寺村名主忠右衛門であった。

### 近藤勇への支援
文久元年（1861年）は富澤政恕の兄弟弟子の近藤勇が襲名披露した年だった。2月16日、近藤勇が富澤邸に訪ねて来た。8月20日、沖田総司が近藤周助の使者として来訪した。用件は、近藤周助が老衰のため養子の勇が相続すること、これからも引き立てくれるようにとのこと、披露のため27日に府中松本屋へ集合して六所宮（現大國魂神社）境内にて野試合・調練を行うので出席してくれとのことであった。政恕は27日当日、府中松本楼にて近藤勇襲名披露に出席した。六所宮境内にて板割り・野試合の興行があった。10月3日、近藤勇試衛場英続講世話人集会に出席した。翌年1月20日近藤勇が年賀の礼に来た。3月19日江戸から戻る途中で近藤勇と同行し、翌日、日野宿にて佐藤彦五郎や近藤勇らと内会した。用件は、25日の野試合興行のことと、近藤勇の不行届の相談であった。25日当日、六所宮境内にて近藤の門弟らが野試合を行い、松本楼にて剣術道場修復費を頼母子の形で集金した。

### 幕末維新の動乱
文久3年（1863年）以降、富澤家日記に近藤勇らの記録が途絶えるが、これは彼らが幕府の浪士隊徴募に応じて上洛したからであった。近藤勇らは京都守護職松平容保の支配下で新撰組を結成した。
元治元年（1864年）、将軍家茂上洛に連光寺村領主天野氏が随行し、その用人格として富澤忠右衛門も上洛した。1月から5月9日に帰郷するまでの間、富澤家日記とは別に九重日記を書き綴った。道中で和歌や漢詩を詠んだ。在京中に新撰組幹部と面会した。2月2日、壬生にある新選組に近藤勇、山南敬助、土方歳三、井上源三郎、沖田惣司らの旧友を訪問したのである。近藤勇はこの日たまたま会津藩主松平容保に召されて出仕していて不在であった。翌日午前、近藤勇が騎馬でやってきた。昨日不在であったことを謝し、最近の形勢をしばらく話して帰った。富澤政恕が帰郷したのは5月9日、新撰組が池田屋事件を引き起こしたのは6月5日であった。
慶応元年（1865年）4月、土方歳三が京都より一旦帰郷してきた。同月13日、富澤政恕は日野宿に土方歳三を訪問し、そのまま佐藤（土方歳三の義兄）邸に一泊した。そして、この年までに日野農兵の組織をつくりあげた。翌年6月13日に武蔵国秩父郡名栗村で一揆が勃発した。大規模な世直し一揆となった。多摩に侵入してきた打ち毀し勢に対し、農兵に鉄砲や槍を持たせて立ち向かい、波及を食い止めた。多摩川の舟渡し場で若干の混乱が起こったが、組合村で連携して防いだので、打ち毀し勢は八王子方面に去って行った。18日、連光寺村で槍組17～18人、シャモ組14～15人を選び、半鐘を打ち鳴らしたら出動するように申し付けた。日野組合では直ちに農兵を増やして訓練を再開した。八王子から槍術師範を招いて稽古させた。
慶応4年（明治元年、1868年）2月10日、隣国の甲州に京勢が乱入したという知らせを当日受け取った。江戸が物騒になったということで、3月4日、旧領主天野氏から江戸の屋敷に人足を出すよう命じられた。6日、甲州警護に向かった新選組近藤勢・鎮撫隊が途中の笹子峠で上方勢と交戦し撤退したという話を聞いた（甲州勝沼の戦い）。官軍の江戸城総攻撃の情勢下、16日に領主天野氏の御隠居と奥方が隣の坂浜村の在所から退去した。22日、官軍御用の尾張藩役人3人が到来して富澤邸に宿泊した。これ以降、政恕は官軍に忠義することを決め、翌月にかけて官軍御用途金を仰せつけられた。20か村で集会を開いて御用金軽減を嘆願し納めた。閏4月27日、浪人風の者が宿を求めたので一泊させた。翌朝この者は「自分は彰義隊の隊員で、小金井村に駐屯する38人ほどの部隊から派遣されて金策に来た。村ごとに御用金を出さねば火を放つぞ」と脅した。政恕は村民を小金井へ偵察に出して動静を探り拒絶した。結局この浪人風の者が、政恕に対してどう反応したかは日記に記されていない。5月16日、上野の彰義隊が壊滅したとの噂が届く。その翌々日、彰義隊の敗兵が村に寄って八王子方面に落ちのびていった。また、一橋家臣の渋沢成一郎が率いる振武隊約千人が田無村に駐屯し、連光寺村にも軍資金の無心に来た。連光寺村は11名で150両を差し出した。振武隊は飯能に移動してそこで壊滅したと聞いた。
明治維新後、連光寺村は明治4年（1871年）7月、神奈川県第32区に属し、1873年4月の区画改正により8大区8小区となった。この間の1872年、名主制度が廃止され、政恕は区長になる。1879年、選挙が施行されると、政恕は第1回神奈川県会議員選挙に当選、第2回選挙でも当選した。当時の選挙権は25歳以上で15円以上の直接納税者による制限選挙であった。三多摩地域では、村野常右衛門や石坂昌孝、深沢権八ら豪農層が自由民権運動に加わる中で、政恕は国民参加の政治への関心を失い、1881年に議員を辞職してしまう。

### 明治天皇行幸への奉仕
戊辰戦争時、官軍に篤志した由縁により、1881年2月8日、宮内省の侍従長山口正定らが富澤邸を訪れた。明治天皇の御狩場を調査するために派遣された、連光寺村に兎の棲む場所があれば案内してくれ、と言うので、政恕は長男の政賢に案内させた。同月16日、明治天皇の勅命により米田・山口両侍従長らが蓮光寺村で兎狩りを試すことになった。両侍従長らはまず富澤邸を訪れて、それから政賢らの案内により附近の山々で兎狩りをした。夕方富澤邸に帰着したところ、八王子行在所から急使が到着した。本日捕獲の兎を明治天皇の天覧に供すべしとの勅命を伝えた。無傷の5羽を箱に入れて運ぶことになった。侍従長らは富澤邸で晩飯を済ませて出発した。政恕と娘2人は御狩の和歌を詠進した。本日の賞与として政恕は3円を、政賢は1円を下付された。
同月19日午前4時、八王子行在所から書状が到着した。天皇みずから連光寺村で兎狩りをするとの思し召しにつき、兎の棲み処を調査して報告されたしとのことであった。政恕は政賢らを八王子行在所に派遣した。この間、道路の補修などを行った。日付が変わって20日午前2時、政賢らが帰って来た。本日天皇臨幸につき行在所を富澤邸に定められたことを知らされた。急の臨幸なのでそのままでも苦しからずとの達しであった。明け方、雪が降り始めた。雪を冒して、緑竹一双と榊2本を立て、注連縄を張り、門に小国旗を斜めに結び、紫縮緬に十六葉の菊を染めた幕を張り、庭に大国旗を立てた。午前10時、雪が晴れ、先遣の宮内省大書記官山岡鉄舟らが到着した。富澤邸の奥の間を天皇の玉座と定め、椅子と榻（踏み台）を備え、その上を錦紗で覆い、床に花紋の絨毯を敷いた。
明治天皇は愛馬の金華山に乗ってやってきた。正午、富澤邸に到着した。ここで昼食をとり、午後1時、馬に乗って門を出た。政恕の長男政賢が先導役を務めた。天皇は向ノ岡で馬を繋ぎ、徒歩で山々を巡って兎狩りを観覧した。天皇は午後4時過ぎに御狩止めを命じた。騎乗して富澤邸に戻って来た。供奉の方々へ酒饌を賜った。午後6時50分富澤邸を発馬した。政恕は村民一同とともに奉送した。今回の御狩の賞与として30円を賜った。ほかの従事者も金員を賜った。政恕は行幸について長歌と短歌2首を詠んだ。長男政賢も長女かめ子も次女たか子も短歌を詠んだ。3月1日、政恕は東京に出て山口侍従長ほかの各邸をお礼に回った。
初回の行幸のあった年の6月2日、明治天皇は再び行幸し、連光寺村の山裾を流れる多摩川で鮎漁を催した。それより前の5月22日、侍従らが鮎漁を試しに来たので富澤父子で案内した。27日、宮内省大書記官香川敬三らが天皇御漁の実地検分に来た。政恕の案内にて、連光寺村内の多摩川河原、向ノ岡の下あたりに御仮小屋の場所を定めて引き揚げた。政恕らは、道を修繕し、御仮小屋を建て、多摩川に仮橋を架けた。6月2日当日、明治天皇は乗馬で御小屋に到着した。午後2時、政恕の案内により漁場に臨御した。はね網10組、鵜飼4組、投網15提、大船2艘、漁舟5艘、漁夫舟夫ら百余名の漁業を観覧した。午後4時、一同に酒饌を賜わった。殊のほか機嫌の良い様子であった。午後6時に乗馬で府中行在所に帰った。特に富澤政恕・政賢父子を行在所に召した。勅命に曰く「本年二月御狩りの節、および今回御漁獲、両度父子とも厚く尽力いたし候につき、賞与として天盃くだしおかれ候」と口達あり、御書付を副えて御紋章付き銀杯・箱入り包みを賜った。政恕は自家製新茶1斤と多摩川のホタル1籠に和歌2首を副えて献上した。
恩賜の天盃は富澤政恕にとって至高の家宝であり、父子の面目、子孫までの栄誉であった。御漁3日後の日曜日、村民一同に酒樽を配与した。御漁尽力者一同を招き、天盃披露の酒宴を開いた。

### 連光寺村御猟場
明治天皇は1882年2月にも富澤邸に行幸し、連光寺村の山々で兎狩りを観覧した
1882年5月、南多摩郡一円が聖上御遊猟場とされ、連光寺村周辺区域が禁猟区とされた。1883年1月に連光寺村御猟場と命名された。御猟場設置後は1884年3月に兎狩り天覧があった。その後もしばらく毎年のように行幸が検討されたが実施に至らなかった。
連光寺村御猟場の現地での管理・運営については、政恕ら地元民が職員に任用された。現地職員は、御猟場利用時に必要な庶務のほか、日常業務として狩猟対象動物の生息状況調査、有害鳥獣の駆除、禁猟制札や標木の管理、囮猟に用いる山鳥の飼育、密猟者の取り締まりなどを行った。政恕は現地責任者を務めた。肩書は初め取締、のち取締長、監守長となった。御猟場に関する日々の記録については、初め富澤家日記に記していたが、1883年12月「連光寺村御猟場監守細則」が定められて日誌の報告を義務付けられると、御猟場日記に移行した。
1886年、富澤家の敷地に御休所を建設した。天皇・皇族の休憩や宿泊に用いるためであった。これを御猟場日記に「御用邸」とも「行宮」とも記した。明治天皇がこれを利用することはなかったが、1887年には嘉仁親王（後の大正天皇）が8月21日と10月17日にここを昼食所・休憩所として使用し、英照皇太后が10月3日にここを宿泊所として一泊した。
立太子以前の嘉仁親王の御成は、栗狩り、茸狩り、地理見学、山中御運動など、養育が目的とされている点が特徴的であった。政恕ら現地職員と富澤邸の御休所が存在する連光寺村御猟場は、御成が容易で、養育にも適した場であった。立太子以降は鮎漁台覧を目的に連光寺村御猟場を利用した。このほか閑院宮載仁親王などの皇族が鮎漁台覧に訪れた。

### 最期
富澤政恕は1907年8月29日に死去した。その前の同月2日、皇太子嘉仁親王が6年ぶりに連光寺村に行啓し多摩川で鮎漁を台覧した。皇太子は供の中から政恕を見出し、御座舟の近くに招いて話しかけた。「富澤、久しいね。年はいくつなった」。政恕が「84歳になります」と答えると、皇太子は「老年になってこの暑気に奔走するのは苦労である。特に帽子をかぶり、この舟の日覆いの下に座していよ」と優しい言葉をかけて菓子を与えた。政恕は感極わまって涙を流し、しばらくお礼すら言上できなかった。それから間もなく病に臥した。臨終まで皇太子の慈愛を語り続けた。高西禅寺に葬られた。

## 読書傾向
読書は国学、俳諧、歴史が多く、実用書や算術書も読んでいた。国学書は平田篤胤『玉襷』『出定笑語』『霊能真柱』『古史成文』『古道大意』『俗神道大意』『古史徴開題記』、本居宣長『詞の玉緒』『玉くしけ』であった。歴史書は頼山陽『日本外史』『日本政記』などであった。豪農層一般の読書傾向が窺われる。明治18年からは武蔵国風土記を予約購読していた。福沢諭吉『分権論』を読むなど新思想を受け入れる姿勢も示したが、三多摩の他の豪農たちと比べて自由民権運動への理解が深かったとは言えない。

## 向岡桜花
富澤政恕は文才に富み、向岡之記（むかいのおかき）をつくり、向岡八景を撰んだ。
向岡之記は1885年4月に撰文した。次のように記した（現代語訳）。「武蔵国多摩郡は多摩川の南岸を向ノ岡と称す。西は小山田関〔現多摩市関戸〕に始まり東は橘樹郡末長〔現川崎市高津区末長〕に終わる。丘陵は多摩川の流れに添って武蔵野に対して北面する。ゆえに向ノ岡という名称がある。わが郷はその首位にある。すなわち古来有名の地であって、既に新勅撰集の小野小町の和歌〔武蔵野の向の岡の草なれば ねをたずねてもあはれとぞ思う〕で有名である。この地は南側に山村が連なり、南西に晴天のもと富士の雪を仰ぐ。北に筑波の遠霞を望む。秋は武蔵野の月を見て、夏は多摩川の清流を愛でる。透きとおる川の底に石が見え、鮎は川面を遡り、釣り舟は糸を垂れる。西方、小山田関〔関戸の霞ノ関〕に路〔旧鎌倉街道〕が通り、鴻雁が雲を過ぎる。西北、青田が区切られ、傍らの一叢のヒノキ林は延喜式内の小野神社である。北方、もやの立ちこむ樹々のうらに晩を告げる鐘の音は、すなわち国分寺である。四季おりおり目新しい。これをもって八景となす。私はかつて万延元年〔1860年〕春、この岡に桜木360株余りを培い植えた。その意図はほかでもない。ただ花木とともに向ノ岡の芳名を不朽にしたいと欲したからだ。以来20年余り、枝葉は茂り桜花は見事になった。明治14年〔1881年〕、天皇がこの地に行幸し、親猟場を定められた。区域は12か村の山野にわたる。私にとって意外の幸福である。よってその実績を記し、後世に知らしめたい」。
連光寺村の向ノ岡は、行幸橋から富澤邸の門前を過ぎて左に行った先にあった。向ノ岡には、明治天皇が1881年2月20日、1882年2月15日と16日、1884年3月29日と30日に兎狩行幸の際に休憩した場所があった。また明治天皇はいつもここで愛馬を桜樹に繋いだ。天皇側近の藤波言忠が後にこれを御駒桜（みこまざくら）と命名した（現存しない）。
政恕の死後、大正から昭和初期にかけて、向ノ岡で草競馬が開催された。このことから桜馬場と呼ばれるようになった。付近には桜楽軒という茶屋も設けられた。戦前には花見時に都市部から多くの花見客が訪れて、大いに賑わった。1929年、対鴎荘という古屋敷が明治天皇に縁の深い建物として向ノ岡に移築された。対鴎荘には、戦前に多くの観光客などが訪れた。戦後になると飲食店として利用されたが、1988年に土地開発のため取り壊された。2015年、この場所の一角に公園が整備された。この公園から東側、向ノ岡桜橋に向かう道路沿いが、桜の木を多数植えたところである。
聖蹟桜ヶ丘の地名は明治天皇の行幸のあった聖蹟と、江戸時代からの向ノ岡を中心とした桜の名所とに由来する。
富澤政恕が詠んだ向岡八景のうち歌一首、題は「向岡桜花」を掲げる。